# Gänsevögel
Die Gänsevögel (Anseriformes) bilden eine Ordnung der Vögel (Aves). Die Gruppe umfasst unter anderem die umgangssprachlich als Gänse, Enten und Schwäne bezeichneten Vögel, aber auch beispielsweise die Wehrvögel Südamerikas. Gänsevögel gehören zu den bedeutendsten Vogelgruppen in den Feuchtgebieten der Erde.

## Merkmale
Gänsevögel haben im Allgemeinen einen prallen festen Körper mit vergleichsweise kleinem Kopf, der oft an einem langen Hals sitzt. Der Schnabel ist (außer bei den Wehrvögeln) breit und abgeflacht; an seiner Spitze befindet sich oft eine Verhärtung, die dem Abzupfen von Pflanzenmaterial dient, während sich an den Kanten kleine aus Horn bestehende „Zähnchen“, die Lamellen, befinden, die dabei helfen, essbare Partikel aus dem Wasser auszufiltern.
Ein weiteres charakteristisches Merkmal sind die Schwimmhäute zwischen den drei nach vorne weisenden Zehen, die allerdings bei den Wehrvögeln und der Spaltfußgans (Anseranas semipalmata) stark zurückgebildet sind. Wie schon der Name andeutet, werden sie zur schnellen Fortbewegung im Wasser genutzt.
Das Gefieder ist wasserdicht und bei vielen Arten, insbesondere bei den Männchen, sehr farbenprächtig. Es wird einer beständigen Pflege durch ein wasserabweisendes Öl unterzogen, das von einer auf dem Rumpf gelegenen und durch den Schnabel stimulierten Drüse sezerniert und dann durch Putzen der Federn über den ganzen Körper verteilt wird. Bei der Mauser verlieren die meisten Arten alle Federn gleichzeitig; die Männchen zeigen in dieser Zeit meist eine sehr unauffällige Gefiederzeichnung, die ihnen in ihrem flugunfähigen Zustand zur Tarnung vor Fressfeinden dient. Die Wärmeisolation wird durch eine dicke Lage von Daunenfedern und eine unter der Haut gelegenen Fettschicht gewährleistet.
Im Gegensatz zu anderen Vogelgruppen, bei denen die Männchen entweder gar keinen oder nur einen einfach gebauten Penis besitzen, sind bei den Gänsevögeln die Kopulationsorgane sehr gut entwickelt.

## Flug
Die meisten Gänsevögel sind ausgezeichnete Flieger; die Streifengans (Anser indicus) ist sogar der höchstfliegende Vogel überhaupt. Zahlreiche Arten legen als Zugvögel ausgedehnte Wanderungen zwischen ihren Brutplätzen und Überwinterungsgebieten zurück, die viele tausend Kilometer lang sein können. Etliche prähistorische und einige in historischer Zeit ausgestorbene Arten, vor allem Inselendemiten wie die Moa-Nalos auf Hawai'i, haben allerdings sekundär ihre Flugfähigkeit eingebüßt.

## Lebensraum und Ernährung
Gänsevögel leben meist nah am Wasser, in Sümpfen und Mooren, den Mündungsgebieten oder Uferregionen von Flüssen oder an Küstengewässern. Manche Arten verbringen den Großteil ihres Lebens auf dem offenen Meer und kehren nur zum Brüten an Land zurück. Gruppen, insbesondere Familienverbände, von Enten oder Gänsen werden in der Jägersprache Schof oder Schoof genannt.
Die meisten suchen ihre Nahrung auf oder nahe der Wasseroberfläche, andere tauchen nach Wasserpflanzen, während insbesondere Gänse, Schwäne und Wehrvögel sich auch an Land unter anderem von Gräsern und Kräutern ernähren, die sie abäsen. Gänsevögel schlucken regelmäßig kleine Steinchen, die im muskulösen Magen als Gastrolithen zur Zerkleinerung der Nahrung dienen.

## Stammesgeschichte
Der älteste Gänsevogel stammt nach erneuter Bestätigung aus dem Maastrichtium und gehört zur Gattung Vegavis, mit Vegavis iaai als einziger bekannter Art. Ein ebenfalls früher Vertreter der Gänsevögel, Presbyornis, stammt aus dem Paläozän. Presbyornis ist nach den Analysen von Livezey näher mit den Entenvögeln als mit den Wehrvögeln verwandt. Der fossile Vogel wurde zunächst für einen Verwandten der Säbelschnäbler oder der Flamingos gehalten, ehe ihn Harrison und Walker 1976 in die Nähe der Gänsevögel stellten. Erst im Oligozän tauchen weitere fossile Gänsevögel auf, doch scheinen sie in dieser Zeit rar gewesen zu sein. Im Miozän kam es zu einer explosiven Radiation mit Herausbildung der heute bekannten Typen.

## Systematik
Die Monophylie der Gänsevögel ist seit langem unbestritten. Dass die äußerlich abweichenden Wehrvögel in diese Gruppe gehören, wurde bereits 1863 von William Kitchen Parker aufgrund morphologischer Übereinstimmungen vermutet. Spätere Analysen bestätigten dies und zeigten, dass die Wehrvögel die Schwestergruppe aller anderen rezenten Gänsevögel sind.
Die beiden Ornithologen Storrs Lovejoy Olson und Alan Feduccia nahmen die Morphologie des fossilen Presbyornis zum Anlass, eine Verwandtschaft der Gänsevögel zu den Regenpfeiferartigen zu vermuten. Andere Wissenschaftler lehnten diese Theorie ab, da sie nur auf einer einzigen Synapomorphie beruhe. Weitere mögliche Verwandtschaftsverhältnisse wurden zu den Hühnervögeln, den Schreitvögeln und den Flamingos hergestellt. Ein Schwestergruppenverhältnis zwischen Gänse- und Hühnervögeln findet derzeit die meisten Unterstützer, das gemeinsame Taxon wird Galloanserae genannt.
Man unterscheidet elf Familien der Gänsevögel, von denen acht ausgestorben sind. Von den übrigen drei haben zwei zusammengenommen nur vier Arten, und der überwältigende Rest von 174 Arten zählt zur Familie der Entenvögel.
- Wehrvögel (Anhimidae)
- Spaltfußgänse (Anseranatidae)
- Entenvögel (Anatidae) mit Gänsen, Schwänen und Enten.
- Vegavis aus dem Maastrichtium, mit Vegavis iaai als einziger bekannte Art. Somit ältester Vertreter der Gänsevögel. Gilt zudem als frühester oder sogar der früheste bekannte moderne Vogel (Kronengruppe).
- Presbyornithidae mit vier fossilen Arten des Paläozäns und Eozäns, die zur Gattung Presbyornis gezählt werden. Sie gehören zu den ältesten bekannten Gänsevögel.
- Die Anachronornithidae mit Anachronornis als einziger Gattung wurden ebenfalls auf das Paläozän und Eozän datiert. Sie vermitteln morphologisch zwischen Spaltfußgänsen und Entenvögeln.[6]
- Romainvillidae, einzige bekannte Art ist Romainvillia stehlini aus dem Eozän/Oligozän, gänsegroß, vermittelt morphologisch zwischen Spaltfuß- und Pfeifgänsen.
- Cygnopteridae mit drei Arten in der Gattung Cygnopterus aus dem Oligozän und Miozän; sie wurden oft für fossile Schwäne gehalten, verdienen nach Ansicht des Ornithologen Bradley C. Livezey aber den Rang einer eigenen Familie.
- Brontornithidae mit der einzigen bekannten Gattung Brontornis, einem flugunfähigen Riesenvogel aus dem Miozän von Südamerika, der in vielen, vor allem älteren Publikationen aber den „Terrorvögeln“ (Phorusrhacidae) zugeordnet wird.
- Paranyrocidae mit der einzigen bekannten Art Paranyroca magna, einem schwanengroßen Vogel des Miozäns Nordamerikas.
- Donnervögel (Dromornithidae), riesige, flugunfähige Vögel mit sieben fossilen Arten vom Oligozän bis zum Pleistozän Australiens.[7]
- Garganornis ballmanni (Incertae sedis), eine großwüchsige, terrestrische Art aus dem späten Miozän von Süditalien (Gargano).[8]